# Municipio de Boonton
El municipio de Boonton (en inglés: Boonton Township) es un municipio ubicado en el condado de Morris en el estado estadounidense de Nueva Jersey. En el año 2010 tenía una población de 4,263 habitantes y una densidad poblacional de 192 personas por km².

## Geografía
El municipio de Boonton se encuentra ubicado en las coordenadas 40°55′46″N 74°25′48″O / 40.92944, -74.43000.

## Demografía
Según la Oficina del Censo en 2000 los ingresos medios por hogar en el municipio eran de $91,753 y los ingresos medios por familia eran $102,944. Los hombres tenían unos ingresos medios de $77,133 frente a los $46,302 para las mujeres. La renta per cápita para la localidad era de $45,014. Alrededor del 1.3% de la población estaba por debajo del umbral de pobreza.